# 川内康範
川内 康範（かわうち こうはん、1920年〈大正9年〉2月26日 - 2008年〈平成20年〉4月6日）は、日本の作詞家、脚本家、政治評論家、作家。本名は川内 潔（かわうち きよし）。北海道函館市出身。

## 生涯
1920年（大正9年）、函館市青柳町の日蓮宗住職の家に生まれた。実家は寺を持たず貧しい生活で、大森尋常小学校（現・大森浜小学校）を卒業後、様々な職業を転々とする。大都映画で大道具だった兄を頼って上京、新聞配達をしながら独学で文学修業を重ね日活のビリヤード場に就職、人脈を広げて日活の撮影所に入社する。
1941年（昭和16年）に東宝の演劇部へ入社。やがて撮影所の脚本部へ転属となり、特撮や人形劇映画を担当した。その傍ら舞台の脚本なども執筆する。東宝を退社後、新東宝やテレビなどの脚本家、浅草の軽演劇の劇作家として本格的な活動を開始した。
東宝時代、人形劇映画『ラーマーヤナ』の脚本を執筆した。川内は以前よりマリオネットに興味を持っていたことが誇張されて円谷英二の耳に入り製作に携わることになった。製作中に召集令状を受け横須賀海兵団に入団する。
1945年（昭和20年）に第二次世界大戦の戦没者の遺骨引揚運動を開始し、1955年（昭和30年）まで10年間続けた。また、海外の日本人抑留者の帰国運動もおこなっている。
川内は1950年代から1960年代にかけて、多くの映画の原作脚本を手がけた。特に1958年（昭和33年）に原作と脚本を手がけたテレビドラマの『月光仮面』は有名で、子供向け番組の原作や監修も手がける。その後は作詞活動を始め、「誰よりも君を愛す」、「君こそわが命」、「骨まで愛して」、「恍惚のブルース」、「花と蝶」、「伊勢佐木町ブルース」、「おふくろさん」など数多くのヒット曲を送り出した。
1973年（昭和48年）5月、川内自身が買った殖産住宅相互株式会社株3万株を殖産住宅相互株式会社に引き取らせた。
1974年（昭和49年）には、機動隊の応援歌を作詞する一方で暴力団の稲川会のために歌を作詞したことで話題となった。
1975年（昭和50年）から、後に長寿番組となるテレビアニメ『まんが日本昔ばなし』の監修を務める。
1984年（昭和59年）のグリコ・森永事件では、週刊誌上（週刊読売）にて「かい人21面相」を名乗る犯人に対し「私財1億2000万円を提供するから、この事件から手をひけ」と呼びかける。犯人は川内の申し出に対し「月光仮面の 川内はん あんたも ええ男やな」と前置きした上で、「けどな わしら こじきや ない」と拒絶したため（1984年（昭和59年）11月22日付声明文）、このことで事件が収束に向かうことは無かったものの、大きな話題を呼んだ。
かつてはメディアの露出も多く、多数の週刊誌連載を抱えていた。2005年前後に青森県八戸市に引っ越したこともあってか晩年まで地元紙である『デーリー東北』には時事問題等についての寄稿や投稿が多かった。
2000年代あたりからは、年齢及び体力的な問題もあり公の場への登場は控えていたが2007年（平成19年）2月、川内は歌手の森進一に対し今後自作曲の歌唱禁止を通告する会見を開き、いわゆる「おふくろさん騒動」が勃発し数十年ぶりに時の人となった。この騒動は新聞の社説にまで取り上げられた。
晩年は薬害肝炎問題の対応に苦慮する福田康夫総理にアドバイスしたとも言われ、国民新党顧問に就任した。
2008年（平成20年）4月6日午前4時50分ごろ、慢性気管支肺炎の為、青森県八戸市の病院にて死去。88歳没。戒名は「生涯助ッ人」。4月8日に荼毘（だび）に付された時は「戒名は不要」という生前の意向が尊重されたが、この日になって親族らが相談し、故人にふさわしい戒名を考えたという。歴代首相に水面下で助言するなど、人のために尽くすという川内のポリシーが由来で、著書「生涯助ッ人 回想録」のタイトルにも使用していた。

## 日本的ヒーローの創造者

月光仮面像　北海道函館市松風町 (松風町グリーンベルト内） 当地で生まれ育った川内康範が、1974年9月に寄贈したもの。銘板には「憎むな、殺すな、赦しましょう」とある。

『月光仮面』を筆頭として、1960年代に『七色仮面』『アラーの使者』、1970年代前半に発表された川内三部作とも呼ばれる『レインボーマン』『ダイヤモンド・アイ』『コンドールマン』など、日本の特撮ヒーローの草創期に活躍した。
『月光仮面』のキャッチフレーズは「憎むな、殺すな、赦しましょう」であるが、これには川内が仏寺に生まれ育ったことが影響していると自ら語っている。しかし、「おふくろさん騒動」以降に小説版の再版が行われた際は「憎むな、殺すな、真贋（まこと）糺（ただ）すべし」と改めている。
昭和30年代のテレビ番組は外国製人気番組の全盛時代であり、貴重な外貨を費やす外国製番組に替えて国産番組を増やしていくことは時代の要請でもあったが、この依頼に対して日本独自のヒーロー番組を作り上げる上で、コンセプトは仏教で言う『借無上道』－無償の愛こそがこの世で最も尊いという川内の考えであった。ゆえに、月光仮面は善悪区別なく誰にでも降り注ぐ月光を象徴した月光菩薩をモデルとして創造され、また絶対的な力を持つ超人=神仏（如来）ではなくその代行者に過ぎず、悪を懲らしめ善人を助けるが、裁きはしないという性格を与えられた。『借無上道』の精神は川内の手がけるヒーローすべてに共通するテーマとなっている。
見た目の発想は忍者をオートバイに乗せて子供受けを狙ったとのこと。
漫画家の永井豪は『月光仮面』の大ファンで、パロディ作品『けっこう仮面』を連載する前に川内に製作許可をもらいに行ったところ、エロ作品であるにもかかわらず快く許可を出してくれたという。
『月光仮面』で祝十郎を演じた大瀬康一の本名大瀬一靉（おおせかずなり）が難しいとのことで、川内の「康」の字をつけて名付け親になった。大瀬は対面した川内を「どくろ仮面みたいな顔だった」と2018年11月8日放送の「少年テレビ映画」のヒーローに迫る BSテレ東『武田鉄矢の昭和は輝いていた』で回想している。

## 森進一との関係
川内と森の付き合いは古く、1968年（昭和43年）に「花と蝶」で川内が作詞を担当したときからの付き合いである。元来、川内は親分肌の人間であるが、森のそれまでの境遇に同情、ひたむきだった人柄を気に入り家族ぐるみの付き合いを始めた。1973年（昭和48年）に森の母が自殺した際には、真っ先に駆けつけ葬儀を取り仕切ったほか、自ら読経も担当した。
1979年（昭和54年）に森が渡辺プロダクション（渡辺プロ）から独立の際、森は渡辺プロからの妨害を受けた。さらに、渡辺プロは独立した森を出演させるなら他の渡辺プロのタレントを引き上げると各TV局に通告。全民放は当時圧倒的な数の人気歌手・タレントが所属する渡辺プロに屈したため、森は民放のテレビ出演ができなくなってしまった。しかし川内らが助け、NHKへの出演だけは取り付け、同年の第30回NHK紅白歌合戦には出場できた。約半年後、川内の奔走によって森サイドが営業活動の窓口の一部を渡辺プロに依頼することで手打ちとなった。その他、森のスキャンダルが発覚した際には常に川内が火消しに暗躍していた。
その後も川内と森との間の関係は良好であると言われたが、実際には森の不手際と人付き合いの下手さに川内は辟易していたと言われており、2007年のおふくろさん騒動が起こると、川内は森に対して絶縁宣言をし和解することなく他界した。

## 人物
筋は必ず通す、金は貸しても借りないことなどを信条としており、「喧嘩康範」の異名を取るほど妥協しない性格で知られる。2007年（平成19年）、ラジオ番組『誠のサイキック青年団』のイベントにVTR出演する予定であったが、川内の体調不良により中止となった。番組MCの北野誠や竹内義和は「体調不良なら仕方ない」と思っていたところ、イベントスタッフ側に川内から丁重に御詫びの連絡があり、北野・竹内も（大御所でありながら）川内のこの対応に「嬉しかった」と番組内でコメントしている。
政治思想的には「民族派」に近いとされていたが、一方で日蓮宗の寺の生まれであり、法華宗の信者である。法華宗の教えは自身の思想の原点であると語っている。マハトマ・ガンディーの非暴力的抵抗を高く評価し、日本国憲法第9条は護持すべきとしていた。
妻からは「スヌーピー」に似ているからという理由で、「スヌー」と呼ばれていた(トリビアの泉より)。

### 親交
遺骨引揚運動、日本人抑留者の帰国運動の活動を通じて政財界との関わりを持ち、福田赳夫の秘書を務め、鈴木善幸、竹下登の指南役でもあった。竹下登と誕生日が同じで、長年竹下邸で合同誕生会が開かれていた。
人脈は右派にとどまらず、アナーキストのルポライター竹中労とも親交があった。
青江三奈の芸能界の育て親であり、名付け親でもある（青江は自身の小説のヒロインの名である）。

### その他
耳毛が長い。この耳毛は意図的なもの（元々長く、1960年代あたりの写真でも確認できる）で、「長寿の印、達磨大師にあやかって（人に勧められて）伸ばしている」と語っている。ある女性アナウンサーに耳毛を触らせたこともある。

## 家族
元妻は宝塚歌劇団34期生で宝塚歌劇団卒業生の八代洋子（本名：長谷川洋子）。まんが日本昔ばなしプロデューサーの川内彩友美は娘（先妻の継子）、弁護士の飯沼春樹は長男（実子）、『骨まで愛して』で知られる歌手・城卓矢、作曲家・北原じゅんは甥（元妻の親類なので血縁は無い）。

## 作品

### 映画・原作・監督
- ぽんぽこ物語（1957年）：国産初の連続テレビ映画で原作・脚本も手掛ける[11]
- ぽんぽこ物語（漫画）（1957年）：宮坂栄一
- 月光仮面（1958年）：国産初の本格連続テレビ映画、テレビ特撮ヒーロー番組で原作・脚本も手掛ける
- 七色仮面（1959年）
- 南国土佐を後にして（映画）（1959年）：小林旭主演
- 銀座旋風児（映画）（1959年）：小林旭主演
- 太陽仮面（絵物語）（？年）：挿絵　石原豪人
- 太陽仮面（漫画）（1960年）：漫画　堀江卓
- アラーの使者（1960年）
- 特命諜報207（1964年）
- 東京流れ者（映画）（1966年）：渡哲也主演
- 東京ロマン・花と蝶（1969年）
- 正義を愛する者 月光仮面（テレビアニメ）（1972年）
- 愛の戦士レインボーマン（テレビ特撮）（1972年）
- ダイヤモンド・アイ（テレビ特撮）（1973年）
- 正義のシンボル コンドールマン（テレビ特撮）（1975年）
- まんが日本昔ばなし（テレビアニメ）（1975年、1976年 - 1994年）
- 愛の戦士レインボーマン（テレビアニメ）（1982年）
- ドリモグだァ!!（テレビアニメ）（1986年）
- ごぞんじ!月光仮面くん（テレビアニメ）（1999年）

### 映画脚本
- 『ラーマーヤナ』（製作年不詳） 東宝[2]
- 『花火の舞』（1952年）　第一テレビ
- 『若旦那の御縁談』（1955年） 　新東宝
- 『森繁の新入社員』（1955年） 　新東宝
- 『のんき裁判』（1955年） 　新東宝
- 『悪魔の囁き』（1955年） 　新東宝
- 『森繁のやりくり社員』（1955年） 　新東宝
- 『若人のうたごえ』（1955年） 　新東宝
- 『若人のうたごえ　お母さんの花嫁』（1956年） 　新東宝
- 『若人のうたごえ　明日への招待』（1956年） 　新東宝
- 『森繁の新婚旅行』（1956年） 　新東宝
- 『背広さんスカートさん』（1956年） 　新東宝
- 『大学の武勇伝』（1956年） 　新東宝
- 『忍術武者修業』（1956年） 　大映京都
- 『金語楼の兵隊さん』（1956年） 　新東宝
- 『忍術選手権試合』（1956年） 　大映京都
- 『大学の剣豪 京洛の暴れん坊』（1956年） 　新東宝
- 『金語楼のお巡りさん』（1956年） 　新東宝
- 『金語楼の雷社長』（1956年） 　新東宝
- 『ニコヨン物語』（1956年） 　日活
- 『地下から来た男』（1956年） 　日活
- 『金語楼の天晴運転手物語』（1956年） 　新東宝
- 『坊ちゃんの逆襲』（1956年） 　富士映画
- 『妖雲里見快挙伝』（1956年） 　新東宝
- 『おしゃべり社長』（1957年） 　東京映画
- 『妖雲里見快挙伝 解決篇』（1957年） 　新東宝
- 『人形佐七捕物帖 大江戸の丑満時』（1957年） 　新東宝
- 『怪談累が渕』（1957年） 　新東宝
- 『高校四年生』（1957年） 　日活
- 『江戸の花笠』（1958年） 　東映京都
- 『若君漫遊記』　サタン城の魔王（1958年） 　新東宝
- 『絶海の裸女』（1958年） 　新東宝
- 『新日本珍道中西日本の巻』（1958年） 　新東宝
- 『姑娘と五人の突劇兵』（1958年） 　新東宝
- 『月光仮面』（1958年） 　東映東京
- 『月光仮面 絶海の死斗』（1958年） 　東映東京
- 『月光仮面 魔人の爪』（1958年） 　東映東京
- 『金語楼の三等兵』（1959年） 　新東宝
- 『戦場のなでしこ』（1959年） 　新東宝
- 『二連銃の鉄』 （1959年）　日活
- 『南国土佐を後にして』（1959年） 　日活
- 『銀座旋風児』 （1959年）　日活
- 『銀座旋風児 黒幕は誰だ』（1959年） 　日活
- 『殴りつける十代』（1960年） 　第二東映東京
- 『恐妻党総裁に栄光あれ』（1960年） 　東宝
- 『コルトが背中を狙ってる』（1960年） 　日活
- 『恋にいのちを』（1961年） 　大映東京
- 『快人黄色い手袋』（1961年） 　松竹京都
- 『誰よりも誰よりも君を愛す』（1961年） 　大映東京
- 『抱いて頂戴』（1961年） 　松竹大船
- 『地獄に真紅な花が咲く』（1961年） 　ニュー東映東京
- 『ドドンパ酔虎伝』（1961年） 　大映京都
- 『水戸黄門海を渡る』（1961年） 　大映京都
- 『東京流れ者』（1966年） 　日活
- 『骨まで愛して』（1966年）　日活
- 『あなたの命』（1966年） 　日活
- 『月光仮面』（1981年） 　プルミエ・インターナショナル=ヘラルドエンタープライズ

### 映画原作
- 『金語楼の天晴運転手物語』（1956年） 　新東宝
- 『坊ちゃんの逆襲』（1956年）　富士映画
- 『金語楼の成金王』（1958年） 　新東宝
- 『月光仮面』（1958年） 　東映東京
- 『月光仮面 絶海の死斗』（1958年） 　東映東京
- 『月光仮面 魔人の爪』（1958年） 　東映東京
- 『月光仮面 怪獣コング』（1959年） 　東映東京
- 『月光仮面 幽霊党の逆襲』（1959年） 　東映東京
- 『月光仮面 悪魔の最後』（1959年） 　東映東京
- 『二連銃の鉄』（1959年） 　日活
- 『夜霧に消えたチャコ』（1959年） 　日活
- 『南国土佐を後にして』（1959年） 　日活
- 『銀座旋風児』（1959年） 　日活
- 『泣かないで』（1959年） 　日活
- 『銀座旋風児 黒幕は誰だ』（1959年） 　日活
- 『銀座旋風児 目撃者は彼奴だ』（1960年） 　日活
- 『殴りつける十代』（1960年） 　第二東映東京
- 『恐妻党総裁に栄光あれ』（1960年） 　東宝
- 『誰よりも君を愛す』（1960年） 　大映東京
- 『善人残酷物語』（1960年） 　日活
- 『コルトが背中を狙ってる』（1960年） 　日活
- 『恋にいのちを』（1961年） 　大映東京
- 『銀座旋風児 嵐が俺を呼んでいる』（1961年） 　日活
- 『快人黄色い手袋』（1961年） 　松竹京都
- 『誰よりも誰よりも君を愛す』（1961年） 　大映東京
- 『抱いて頂戴』（1961年）　松竹大船
- 『地獄に真紅な花が咲く』（1961年） 　ニュー東映東京
- 『水戸黄門海を渡る』（1961年） 　大映京都
- 『女は夜霧に濡れている』（1962年） 　大映東京
- 『湖愁』（1962年） 　松竹大船
- 『二階堂卓也銀座無頼帖 帰ってきた旋風児』（1962年） 　日活
- 『風が呼んでる旋風児 銀座無頼帖』（1963年） 　日活
- 『東京流れ者』（1966年） 　日活
- 『骨まで愛して』（1966年） 　日活
- 『あなたの命』（1966年） 　日活
- 『続・東京流れ者 海は真っ赤な恋の色』（1966年） 　日活
- 『愛は惜しみなく』（1967年） 　日活
- 『夜の歌謡シリーズ　悪党ブルース』（1969年） 　東映東京
- 『やくざの横顔』（1970年） 　日活
- 『花の特攻隊 あゝ戦友よ』（1970年） 　日活
- 『盛り場流し唄 新宿の女』（1970年） 　日活
- 『月光仮面』（1981年）プルミエ・インターナショナル＝ヘラルドエンタープライズ
- 『撃てばかげろう』（1991年）　サム・エンタープライズ・グループ

### 映画監修
- 『まんが日本昔ばなし “桃太郎”』（1977年） 　グループ・ダック＝毎日放送
- 『まんが日本昔ばなし かぐや姫』（1978年） 　毎日放送＝グループ・ダック
- 『月光仮面』（1981年） 　プルミエ・インターナショナル＝ヘラルドエンタープライズ
- 『まんが日本昔ばなし ほらふき天狗、おけさねこ』（1982年）
- 『恋文』（1985年） 　松竹富士＝廣済堂映像＝ケイ・エンタープライズ

### 作詞
- 月光仮面は誰でしょう（1958年） 作曲：小川寛興、歌：近藤よし子・キング子鳩会
1972年に月光仮面がテレビアニメ化された際に、同じ歌詞に三沢郷が作曲した別バージョン（歌：ボニージャックス・ひばり児童合唱団）が主題歌に採用された。
- 月光仮面のうた（1958年） 作曲：小川寛興、歌：三船浩（実はこの曲が月光仮面の真のテーマソング）
- 誰よりも君を愛す（1960年） 作曲：吉田正、歌：和田弘とマヒナスターズ
- あゝ特別攻撃隊（1964年） 作曲：吉田正、歌：橋幸夫
- 恍惚のブルース（1966年） 作曲：浜口庫之助、歌：青江三奈
- 東京流れ者（1966年） 作曲：不詳、歌：渡哲也（日活映画「東京流れ者」の主題歌）
- 骨まで愛して（1966年）　作曲：文れいじ、歌：城卓矢
「東京流れ者」と「骨まで愛して」の2曲は川内和子というペンネームを使用している。
- 君こそわが命（1967年） 作曲：猪俣公章、歌：水原弘
- 沈黙のブルース（1967年）歌 水原弘
- マリアの愛 （1967年）歌：水原弘
- 恋情 歌：水原弘
- 名なし草（1967年） 作曲：吉田正、歌：橋幸夫
- 愛は惜しみなく（1967年） 作曲：宮川泰、歌：園まり
- 伊勢佐木町ブルース（1968年） 作曲：鈴木庸一、歌：青江三奈
- 花と蝶（1968年） 作曲：彩木雅夫、歌：森進一
- 逢わずに愛して（1969年） 作曲：彩木雅夫、歌：内山田洋とクール・ファイブ
- 花と涙（1969年） 作曲：宮川泰、歌：森進一
- 男が女にブルースを（1969年）作曲：藤本卓也、歌：戸田智次郎
- この世を花にするために（1970年）作曲：猪俣公章、歌：橋幸夫
- 愛は不死鳥（1970年）作曲：平尾昌晃、歌：布施明
- おとこ節（1970年）作曲：猪俣公章、歌：植木等
シングル「全国縦断追っかけのブルース」（歌：植木等、桜井千里、谷啓、ハナ肇とクレージーキャッツ）のB面曲。
- 嘘でもいいから（1970年）作曲：筒美京平、歌：奥村チヨ
- 銀座の女（1970年） 作曲：曽根幸明、歌：森進一
- 明日は何処かへ（1971年）歌：水原弘
- 愛々ブルース（1971年）歌：水原弘
- おふくろさん（1971年） 作曲：猪俣公章、歌：森進一
- 死ね死ね団のテーマ（1972年） 作曲：北原じゅん、歌：キャッツアイズ・ヤング・フレッシュ
- こころに太陽抱きながら （1973年）歌：水原弘
- 愛ひとすじ（1974年） 作曲：北原じゅん、歌：八代亜紀
八代の代表曲のひとつだが、1991年を最後に（オリジナル音源は）CD化されていない。
- 愛の執念（1974年） 作曲：北原じゅん、歌：八代亜紀
- 座頭市の歌（1974年） 作曲：曽根幸明、歌：勝新太郎
- にっぽん昔ばなし（1975年） 作曲：北原じゅん、歌：花頭巾（「まんが日本昔ばなし」のテーマ曲）
- 愛の條件（1978年）作曲：北原じゅん、歌：八代亜紀
- 傷だらけの恋（1979年）作曲：北原じゅん、歌：石川さゆり
- 命あたえて（1981年） 作曲・編曲：猪俣公章、歌：森進一
- 夢ひとすじ（2006年）作曲：冬樹かずみ、歌：小林幸子
- よいしょ・こらしょ（2008年）作曲：浜圭介、歌：水前寺清子
- 女の旅路（2008年）作曲：浜圭介、歌：水前寺清子
「よいしょこらしょ」「女の旅路」は川内康範の遺作。
- ざんばら（2010年） 作曲：HΛL/TSUKASA、歌：近藤真彦
執筆されたのは1989年。

### 著書
- 「愛の暦日」（柿ノ木社、1948年）：河内潔士名義
- 「哀怨の記 天中軒雲月（改メ伊丹秀子）」（積善館、1949年）：河内潔士名義
- 「かくて愛と自由を」（妙義出版社、1952年）
- 「生きる葦」（妙義出版社、1952年）
- 「天の琴」（森脇文庫、1956年）
- 「銀座退屈男」（優文社、1957年）
- 「月光仮面 上・下」（穂高書房、1958年）
- 「青い裸像」（南旺社、1958年）
- 「偉大なる魔女」（現代文芸社、1958年）
- 「銀座旋風児」（穂高書房、1959年）
- 「七色仮面 1～7」 （鈴木出版、1959－60年）
- 「勝手にしやがれ」（穂高書房、1960年）
- 「誰よりも君を愛す」（東京文芸社、1960年）
- 「恋にいのちを」（東京文芸社、1960年）
- 「アラーの使者 1～3」（鈴木出版、1960－61年）
- 「日本の壁 第1部」（東洋書房、1961年）
- 「誰よりも君を愛す 続」（東京文芸社、1961年）
- 「眠いの起さないで」（東京文芸社、1961年）
- 「悲恋」（東京文芸社、1962年）
- 「恋しても愛さない」（東京文芸社、1963年）
- 「憎まれッ子物語」（アルプス、1963年）
- 「風雪山脈」（アルプス、1963年）
- 「命悔いなき愛なれば」（東京文芸社、1964年）
- 「俗徒」（東京文芸社、 1965年）
- 「恋雨」（東京文芸社、1965年）
- 「骨まで愛して」（講談社、1966年）
- 「海は真赤な恋の色」（東京文芸社、1966年）
- 「あなたの命」（集英社、1966年）
- 「俗論現代を斬る」（講談社、1967年）
- 「恍惚」（講談社、1967年）
- 「君こそわが命」（徳間書店、1967年）
- 「銀蝶ブルース」（東京文芸社、1967年）
- 「あなたと二日いたい」（集英社、1967年）
- 「愛なぜ哀し」（双葉社、1967年）
- 「赤い血の恋」（東京文芸社、1968年）
- 「愛の痛み」（春陽堂書店、1968年）
- 「愛は惜しみなく」（講談社、1968年）
- 「政治を斬る」 （東京文芸社、1969年）
- 「受胎」 （東京文芸社、1969年）
- 「わが恋の旅路」（東京文芸社、1969年）
- 「花と蝶」（東京文芸社、1969年）
- 「虫けら」（講談社、1970年）
- 「愛は死んだ」（東京文芸社、1970年）
- 「赤より朱く」（廣済堂出版、1970年）
- 「純潔」（講談社、1971年）
- 「終宴1 漂泊の抄」（廣済堂出版、1971年）
- 「終宴2 輪廻の抄」（廣済堂出版、1971年）
- 「終宴3 忘却の抄」（廣済堂出版、1972年）
- 「俗論現代を刺す」 （講談社、1973年）
- 「俗論現代を殴る」 （廣済堂出版、1973年）
- 「怨念」（廣済堂出版、1973年）
- 「恋燈」（廣済堂出版、1975年）
- 「日本海軍精神棒」（ノーベル書房、1975年）：大野景範名義
- 「慌てるなよ日本人」 （廣済堂出版、1976年）
- 「夢魔性魔」（東京文芸社、1976年）
- 「常識への挑戦 どれがホンモノなのか」 （廣済堂出版、1983年）
- 「私のために死ねますか」（集英社、1984年）
- 「田中角栄は国賊か 日本の未来のための政治エッセイ」（サイマル出版会、1985年）
- 「中曽根政治の検証 禍いの政治の行方」（サイマル出版会、 1989年）
- 「駆落ち」（ノーベル書房、1989年）
- 「命あたえて 川内康範詩画集」（ノーベル書房、1990年）
- 「姓はアメリカ名は国連 こんなもの信じられるか 湾岸戦争・思いっきりエッセイ」（ぴいぷる社、1991年）
- 「憤思経 川内康範詩集」（詩画工房、1993年）
- 「日本は不戦の憲法を犯すな 昭和天皇の御遺志を護持せよ 川内康範の政治エッセイ」（ぴいぷる社、1994年）
- 「寄るな触るな邪魔するな」 （ぴいぷる社、1995年）
- 「吾等原爆に降伏せず 太平洋戦争終結五十周年記念作品」（ノーベル書房、1995年）
- 「生涯助ッ人 回想録」 （集英社、1997年）
- 「タクシー・ドライバー黒田軟骨の女難」（集英社、1997年）
- 「アメリカよ驕るな!! 月光仮面最後の警告!!」（K&Kプレス、1999年）
- 「昭和ロマネスク 川内康範百詩集」（黙出版、2002年）
- 「流れのままには……」（廣済堂出版、2007年）
- 「おふくろさんよ 語り継ぎたい日本人のこころ」（マガジンハウス、2007年）
- 『君こそわが命』（廣済堂出版、2007年）
- 『吾等原爆に降伏せず』（廣済堂出版、2007年）
- 『骨まで愛して』（廣済堂出版、2007年）
- 『生きる葦』（廣済堂出版、2007年）